# Tjærehandleren
Tjærehandleren er en dansk film fra 1971, skrevet og instrueret af Jens Ravn efter en roman af Aksel Sandemose.

## Medvirkende
- Erik Mørk
- Ulla Lock
- Axel Strøbye
- Helle Virkner
- Lily Weiding
- Claus Nissen
- Vera Gebuhr
- Simon Rosenbaum
- Jakob Nielsen
- Gunnar Lemvigh
- Jens Okking
- Jørgen Beck
- Gerda Madsen
- Benny Hansen